# 멸악산
멸악산(滅惡山)은 황해북도 린산군과 평산군에 걸쳐있는 산이다.

## 같이 보기
- 한국의 산